# ارکیده‌های کروبی
ارکیده‌های کروبی (نام علمی: Trichoglottis) نام یک سرده از زیرخانواده رودرخت‌واران است.